# Der Oger
Der Oger ist ein Roman des deutschen Schriftstellers Oskar Loerke, der 1921 erschien. Die Handlung konzentriert sich auf die Hauptfigur Martin Wendenich, der die Geschichte seiner Familie niederschreibt.

## Handlung
Loerkes Roman Der Oger spiegelt stark eine Problematik wider, die in der Zeit um 1921 vorherrschte. Die Individualität der Menschen war in dieser Zeit kaum vorhanden. Die Kinder übernahmen so gut wie immer die Berufe der Eltern und waren aus ihrem Elternhaus so stark geprägt, dass sie kaum eigene Wege einschlagen und sich nach ihrem eigenen Willen entwickeln konnten.
Die Hauptperson des Romans, Martin Wendenich, verlässt sein Zuhause wegen seines Vaters, der an Epilepsie leidet und geistig zerrüttet ist. Er geht, wie schon sein Bruder vor ihm, als Maschinist auf einen Fischkutter, der auf der Nordsee Fische fängt, um sich von seiner Familie abzulenken. Doch das ständig stattfindende Fischmorden bekommt ihm gar nicht und bei der nächsten anstehenden Ausfahrt macht er eine Pause und schreibt stattdessen die Geschichte seiner Familie nieder.
Der Großvater Leonhard Wendenich ist einer der wenigen Menschen, die sich mehr Gedanken über ihr Leben machen. Da er auch geistig über dem Durchschnitt seiner pommerschen Bauernnachbarn liegt, führt er sein Geschlecht aus dem Bauerndasein heraus. Doch seine sublime Spätliebe zu seiner Schwiegertochter, die auch von einem anderen Schlag als die Nachbarn ist, zeigt die zunehmende Vergeistigung der ganzen Familie. Der Sohn von Leonhard, Andreas Wendenich, steht natürlich komplett im Schatten des Vaters. Seine Frau ist, wie zuvor schon beschrieben, sehr edel und verklärt. Andreas ist ihr nicht gewachsen. Sein Sohn Johann ist noch im Kindesalter, als sich bei ihm die merkwürdige Krankheit durch einen heftigen Anfall äußert. Johann ist der psychisch angeschlagene Vater des Protagonisten Martin, von dem am Anfang erzählt wurde. In dieser Krankheit quälen das Kind Wach- und Fieberträume, in dem es eine schreckliche Gestalt, einen „Oger“, sieht, der es verfolgt. Das Kind bildet sich diesen Oger in einem Fleck von abgebröckeltem Mörtel an der Kirchenmauer gegenüber dem Haus der Familie Wendenich ein, und obwohl der Vater diese Stelle wieder verputzt, sodass sich der Sohn den Oger nicht weiter einbilden kann, verschwindet der Oger nicht, sondern verfolgt in anderer Gestalt die Familie und besonders Johann. Sobald er aus diesen Anfällen erwacht, scheint die Krankheit verschwunden zu sein, doch sie ruht weiterhin tief in ihm. Johann wird für den Bauernberuf als ungeeignet befunden und soll auf das Gymnasium gehen, doch auch dieses muss er wegen erneuter Anfälle in der Pubertät abbrechen. Trotz der Krankheit und entgegen dem Rat des Großvaters heiratet Johann und zeugt fünf Kinder. Dies sieht Martin, obwohl er dessen Sohn ist, als die eigentliche Schuld seines Vaters. Doch während er seine Geschichte niederschreibt und sich diesmal intensiver als früher damit beschäftigt und versucht, sein Leben zu analysieren, merkt er, dass seine Herkunft gar nicht so zufällig und irrational ist wie er immer dachte. Er fasst am Ende seiner Aufschriebe, der analytischen Betrachtung seines Lebens, die Vergangenheit in einem einzigen Satz zusammen: „Es gibt keine Krankheit.“ Der Sohn Martin stellt nun genauso wie sein Großvater Leonhard vor ihm fest, dass der Kranke ein Teil seiner Identität ist. Der Oger, der das Kind heimsucht, ist eine besondere Gestalt der Welt und gehört genauso zu ihm wie alles andere.

## Figurenkonstellation
- Martin Wendenich = Protagonist
- Leonhard Wendenich = Großvater
- Andreas Wendenich = Sohn von Leonhard Wendenich
- Johann Wendenich = Sohn von Andreas Wendenich und Vater von Martin Wendenich

## Ausgaben
- Oskar Loerke: Der Oger. Roman. Hoffmann und Campe, Hamburg/Berlin 1921 (Digitalisat im Internet Archive)
- Oskar Loerke: Der Oger. Roman. C. W. Leske, Düsseldorf 2021 (Vorankündigung auf cwleske.de)